# Harry to s vámi myslí dobře
Harry to s vámi myslí dobře (v originále Harry, un ami qui vous veut du bien) je francouzský thriller z roku 2000, který režíroval Dominik Moll. Snímek měl světovou premiéru 11. května 2000 na filmovém festivalu v Cannes.

## Děj
Příběh začíná náhodným setkáním Michela s Harrym, se kterým se zná už ze střední školy. Harry je velmi ohromen literárním talentem, který měl Michel na střední škole, se snaží se ho přimět, aby se znovu vrátil k psaní. Harry se postupně vlomí do Michelova života a začne ho izolovat od všech ostatních lidí, kteří podle jeho názoru mohou poškodit jeho literární nadání.

## Obsazení
| Laurent Lucas      | Michel |
| Sergi López        | Harry  |
| Mathilde Seigner   | Claire |
| Sophie Guillemin   | Prune  |
| Liliane Rovère     | matka  |
| Dominique Rozan    | otec   |
| Michel Fau         | Éric   |
| Victoire de Koster | Jeanne |
| Laurie Caminita    | Sarah  |
| Lorena Caminita    | Iris   |

## Ocenění
- César: nejlepší herec (Sergi López), nejlepší režie (Dominik Moll)
- Evropská filmová cena: nejlepší herec (Sergi López)
- Festival v Cannes: soutěž o Zlatou palmu (cenu ale vyhrál Tanec v temnotách Larse von Triera)